# Союзна держава (роман)
«Союзна держава» (італ. Lo stato dell'unione) — політико-фантастичний альтернативно-історичний роман італійського письменника Туліо Аволедо, виданий 2005 року.

## Сюжет
Альберто Мендіні — 50-річний рекламний агент, має начебто щасливу родину, яка проживає в регіоні північно-східної Італії. Одного разу до нього звертається регіональний радник Енріка Мартінеллі, щоб пропагувати «День гордості кельтів», який вирішили відзначати в регіоні. Незважаючи на необізнаність у цьому питанні, Альберто приймає завдання та бере участь у створеній для цього робочій групі, яка складається з неоднорідної групи більш-менш молодих людей. Альберто, який тим часом став другом космонавта Ніла Армстронга, оселився в Італії, виявляє, що Мартинеллі має міцні зв’язки з Гансом Альбертом Маєром, губернатором сусіднього австрійського Бундесландії та прихильником так званого «м'якого расизму».
Одного разу один з колег Альберто по робочій команді випадково обмовився і рекламодавець, таким чином, дізнається про справжній проект Мартінеллі: відокремлення регіону від Італії та створення нової держави під назвою Боезія (назва, отримана від кельтського племені Бойї), до складу якої також повинна входити Земля, якою управляє Маєр та інші сусідні регіони. Проте витік новин насторожує найближчих співробітників Мартінеллі, які, побоюючись, що проект буде зірваний, усувають елементи, які вважаються ненадійними.
Приймається конституція Боезії та розпочинається повстання різних кельтських ареалів Європи, проте вони провокують двадцятирічну війну, наприкінці якої Маєр, який стає главою держави після поразки Мартінеллі, судить переможців із звинуваченням у «злочинах проти людства». Світ повільно повертається до попереднього стану.